# Grand Prix Itálie 2008
Grand Prix Itálie 2008 LXXIX Gran Premio Santander d'Italia , čtrnáctý závod 59. ročníku mistrovství světa jezdců Formule 1 a 50. ročníku poháru konstruktérů, historicky již 799. grand prix, se již tradičně odehrál na okruhu v Autodromo Nazionale Monza v královském parku ve městě Monza. Na trati dlouhé 5.793 km absolvovali jezdci 53 okruhů, což celkově představuje 306.720 km. V tradičním, druhém zářijovém týdnu přivítala Monza jezdce deštivým počasím. Letošní ročník Grand Prix Itálie, byl již 59. podnikem zařazeným do mistrovství světa formule 1 a 58. závodem, který se konal v Monze. Grand Prix Itálie nechyběla ani jednou v kalendáři formule 1 a Autodromo Nazionale Monza má pouze jednu absenci, když v roce 1980 pořádání italské GP připadlo okruhu v Imole.
Oficiální plakát[nedostupný zdroj]

## Společenské a doprovodné akce

### Společenské akce
Malíř Bill Patterson společně s piloty formule 1 a série GP2 vytvořili obraz, který byl součástí dobročinné aukce Formula One and GP2 Drivers unite for solidarity. [nedostupný zdroj] [nedostupný zdroj]. Další událostí, která se odehrála během závodního víkendu v Monze, byl meeting FOTA. Mezi hosty v boxu se objevil i italský reprezentant a hráč milánského Interu Marco Materazzi. Další osobností v boxu byli, hvězda americké série CART Alex Zanardi a dvojnásobný mistr světa Emerson Fittipaldi. Tak jako na předešlých Grand Prix, tak i v italské GP se vybírala dívka Formula Una, tentokrát ovšem z dvaceti kandidátek, polovina jich byla z Itálie a druhá půlka ze sousedního Rakouska. Formula Una Italy se stala 21letá dívka z Říma, Clio Mogetti  a nejlepší Rakušankou se stala Lisa Lahnsteiner  z Vídně. Zatímco jejich kolegyně Silvia Laurino  a Kim Lea Köpfer  dostaly příležitost představit se při závěrečné Grand Prix v Sao Paulo.

### Závody
Během závodního víkendu se představila i automobilová série Formule BMW, která sestávala ze dvou rozjížděk, rozdělených do dvou dnů. V Monze se tak odehrálo finále evropské části této série. První i druhý závod vyhrál německý pilot Tiago Geronimi z týmu Eifelland Racing. Vítězem celé série se tak stal se ziskem 315 bodů, Esteban Gutierrez z týmu Josef Kaufmann Racing, sílu tohoto týmu podtrhl druhým místem Marco Wittmann a třetí místo získal syn známého jezdce formule 1 Petricka Tambaye, Adrien Tambay. Další sérií, která se představila divákům v Monze byl závod Porsche Mobil 1 Supercup, vítězem nedělního závodu se stal francouzský pilot Nicolas Armindo. Vrcholem mezi doprovodnými závody byl poslední podnik Série GP 2. Sobotní závod vyhrál Brazilec Lucas di Grassi, desáté místo zajistilo titul italskému jezdci Giorgio Pantanovi. Nedělní sprint se stal kořistí domácího pilota Davide Valsecchiho.

## Výsledky
- 14. září 2008
- Okruh Autodromo Nazionale Monza
- 53 kol x 5.793 km = 306.720 km
- 799. Grand Prix
- 1. vítězství Sebastiana Vettela nejmladší pilot (21 let, 2 měsíce a 12 dní)
- 1. vítězství pro Toro Rosso
- 104. vítězství pro Německo
- 15. vítězství pro vůz se startovním číslem 15
- 314. vítězství z pole positions

| Pozice | č.  | Jezdec               | Vůz               | Kolo | Čas         | +/- | Pole | Body | Nej. kolo      | 1. Pitstop   | 2. Pitstop   | 3. Pitstop   |
| ------ | --- | -------------------- | ----------------- | ---- | ----------- | --- | ---- | ---- | -------------- | ------------ | ------------ | ------------ |
| 1      | 15. | Sebastien Vettel     | Toro Rosso STR3   | 53   | 1:26:47.494 | 0   | 1    | 10   | 1:30.510 (14.) | 18. / 30.842 | 36. / 29.189 |              |
| 2      | 23. | Heikki Kovalainen    | McLaren MP4-23    | 53   | á 0:12,512  | 0   | 2    | 8    | 1:30.300 (13)  | 22. / 31.709 | 34. / 29.820 |              |
| 3      | 4.  | Robert Kubica        | BMW Sauber F1.08  | 53   | á 0:20,471  | 8   | 11   | 6    | 1:30.298 (12.) | 34. / 30.645 |              |              |
| 4      | 5.  | Fernando Alonso      | Renault R28       | 53   | á 0:23,903  | 4   | 8    | 5    | 1:29.961 (9.)  | 30. / 33.806 |              |              |
| 5      | 3.  | Nick Heidfeld        | BMW Sauber F1.08  | 53   | á 0:27,748  | 5   | 10   | 4    | 1:29.807 (6.)  | 29. / 33.606 |              |              |
| 6      | 2.  | Felipe Massa         | Ferrari F2008     | 53   | á 0:28,816  | 0   | 6    | 3    | 1:29.696 (4.)  | 22. / 30.773 | 33. / 29.120 |              |
| 7      | 22. | Lewis Hamilton       | McLaren MP4-23    | 53   | á 0:29,912  | 8   | 15   | 2    | 1:29.721 (5.)  | 27. / 32.744 | 36. / 28.460 |              |
| 8      | 10. | Mark Webber          | Red Bull RB4      | 53   | á 0:32,048  | 5   | 3    | 1    | 1:29.681       | 22. / 30.699 | 34. / 30.187 |              |
| 9      | 1.  | Kimi Räikkönen       | Ferrari F2008     | 53   | á 0:39,468  | 5   | 14   |      | 1:28.047       | 26. / 28.777 | 35. / 28.980 |              |
| 10     | 6.  | Nelson Piquet jr.    | Renault R28       | 53   | á 0:54,445  | 7   | 17   |      | 1:30.918 (16.) | 36. / 31.314 |              |              |
| 11     | 12. | Timo Glock           | Toyota TF108      | 53   | á 0:58,888  | 2   | 9    |      | 1:29.948 (8.)  | 25. / 33.643 | 33. / 29.142 |              |
| 12     | 8.  | Kazuki Nakadžima     | Williams FW30     | 53   | á 1:02,015  | 6   | 18   |      | 1:30.215 (11.) | 31. / 32.090 |              |              |
| 13     | 11. | Jarno Trulli         | Toyota TF108      | 53   | á 1:05,954  | 6   | 7    |      | 1:30.853 (15.) | 26. / 33.113 | 35. / 28.961 |              |
| 14     | 7.  | Nico Rosberg         | Williams FW30     | 53   | á 1:08,635  | 9   | 5    |      | 1:30.019 (10.) | 28. / 36.204 | 33. / 29.627 |              |
| 15     | 16  | Jenson Button        | Honda RA108       | 53   | á 1:13,370  | 4   | 19   |      | 1:29.827 (7.)  | 22. / 30.664 | 45. / 27.666 |              |
| 16     | 9.  | David Coulthard      | Red Bull RB4      | 52   | á 1 kolo    | 3   | 13   |      | 1:32.459 (17.) | 28. / 36.543 | 50. / 47.043 |              |
| 17     | 17. | Rubens Barrichello   | Honda RA108       | 52   | á 1 kolo    | 1   | 16   |      | 1:33.918 (19.) | 16. / 31.829 | 43. / 31.296 |              |
| 18     | 14. | Sébastien Bourdais   | Toro Rosso STR3   | 52   | á 1 kolo    | 14  | 4    |      | 1:29.258       | 21. / 32.465 | 28. / 29.045 |              |
| 19     | 20. | Adrian Sutil         | Force India VJM01 | 52   | á 1 kolo    | 1   | 20   |      | 1:33.458 (18.) | 26. / 36.735 | 37. / 30.703 | 43. / 45.326 |
| Pozice | č.  | Odstoupili           | Vůz               | Kolo | Důvod       | +/- | Pole | Body | Nej. kolo      | 1. Pitstop   | 2. Pitstop   | 3. Pitstop   |
| Ret    | 21. | Giancarlo Fisichella | Force India VJM01 | 11   | Nehoda      | 13  | 12   |      | 1:37.304 (20.) |              |              |              |

- 2 (Postoupil o 2 pozice)
 2 (Propadl se o 2 pozice)
 2 (Odstoupil z 2 pozice)
- žlutě - nejrychlejší pitstop
- zeleně - nejpomalejší pitstop
- červeně - Neplánovaná zastávka

## Nejrychlejší kolo
Kimi Räikkönen- Ferrari-1:28,047
- 34. nejrychlejší kolo Kimi Räikkönena
- 215. nejrychlejší kolo pro Ferrari
- 64. nejrychlejší kolo pro Finsko
- 128. nejrychlejší kolo pro vůz se startovním číslem 1

| Kolo     | Čas      | Jezdec           | Vůz        |
| 53. kolo | 1:28,047 | Kimi Räikkönen   | Ferrari    |
| -------- | -------- | ---------------- | ---------- |
| 52. kolo | 1:29.144 | Kimi Räikkönen   | Ferrari    |
| 50. kolo | 1:29.639 | Kimi Räikkönen   | Ferrari    |
| 49. kolo | 1:29.844 | Kimi Räikkönen   | Ferrari    |
| 48. kolo | 1:30.130 | Kimi Räikkönen   | Ferrari    |
| 42. kolo | 1:31.691 | Kimi Räikkönen   | Ferrari    |
| 46. kolo | 1:32.366 | Robert Kubica    | BMW        |
| 40. kolo | 1:32.592 | Kimi Räikkönen   | Ferrari    |
| 38. kolo | 1:32.733 | Kimi Räikkönen   | Ferrari    |
| 37. kolo | 1:32.869 | Lewis Hamilton   | McLaren    |
| 36. kolo | 1:33.601 | Felipe Massa     | Ferrari    |
| 25. kolo | 1:34.324 | Lewis Hamilton   | McLaren    |
| 20. kolo | 1:34.457 | Felipe Massa     | Ferrari    |
| 18. kolo | 1:34.789 | Felipe Massa     | Ferrari    |
| 16. kolo | 1:34.950 | Felipe Massa     | Ferrari    |
| 5. kolo  | 1:35.151 | Sebastien Vettel | Toro Rosso |
| 3. kolo  | 1:36.925 | Sebastien Vettel | Toro Rosso |
| 2. kolo  | 2:15.081 | Kimi Räikkönen   | Ferrari    |

## Vedení v závodě
| Kola       | km         | Jezdec            | %   |
| ---------- | ---------- | ----------------- | --- |
| 1-18 kolo  | 104.274 km | Sebastian Vettel  | 34% |
| 19-22 kolo | 23.172 km  | Heikki Kovalainen | 8%  |
| 23-53 kolo | 179.583 km | Sebastian Vettel  | 58% |

- Safety Car (SC)
  - 1-2 Z důvodu deště start za Safety carem

| SC | Vettel | HK | Vettel |
| -- | ------ | -- | ------ |

## Postavení na startu
Sebastian Vettel- Toro Rosso-1'37.555
- 1. Pole position Sebastian Vettel, nejmladší pilot (21 let, 2 měsíce a 11 dní)
- 1. Pole position pro Toro Rosso
- 79. Pole position pro Německo
- 19. Pole position pro vůz se startovním číslem 15

| *                                                          | *                                                    | Kvalifikace III.                       | Kvalifikace II.                           | Kvalifikace I.                            |
| ---------------------------------------------------------- | ---------------------------------------------------- | -------------------------------------- | ----------------------------------------- | ----------------------------------------- |
|                                                            | _______1_______ Sebastian Vettel Toro Rosso 1'37.555 | Sebastian Vettel Toro Rosso 1'37.555   | Sebastian Vettel Toro Rosso 1'35.837      | Heikki Kovalainen McLaren 1'35.214        |
| _______2_______ Heikki Kovalainen McLaren 1'37.631         |                                                      | Heikki Kovalainen McLaren 1'37.631     | Heikki Kovalainen McLaren 1'35.843        | Lewis Hamilton McLaren 1'35.394           |
|                                                            | _______3_______ Mark Webber Red Bull 1'38.117        | Mark Webber Red Bull 1'38.117          | Nico Rosberg Williams 1'35.898            | Sebastian Vettel Toro Rosso 1'35.464      |
| _______4_______ Sébastien Bourdais Toro Rosso 1'38.445     |                                                      | Sébastien Bourdais Toro Rosso 1'38.445 | Jarno Trulli Toyota 1'36.008              | Nico Rosberg Williams 1'35.485            |
|                                                            | _______5_______ Nico Rosberg Williams 1'38.767       | Nico Rosberg Williams 1'38.767         | Sébastien Bourdais Toro Rosso 1'36.175    | Felipe Massa Ferrari 1'35.536             |
| _______6_______ Felipe Massa Ferrari 1'38.894              |                                                      | Felipe Massa Ferrari 1'38.894          | Mark Webber Red Bull 1'36.306             | Sébastien Bourdais Toro Rosso 1'35.543    |
|                                                            | _______7_______ Jarno Trulli Toyota 1'39.152         | Jarno Trulli Toyota 1'39.152           | Fernando Alonso Renault 1'36.518          | Robert Kubica BMW 1'35.553                |
| _______8_______ Fernando Alonso Renault 1'39.751           |                                                      | Fernando Alonso Renault 1'39.751       | Timo Glock Toyota 1'36.525                | Nick Heidfeld BMW 1'35.709                |
|                                                            | _______9_______ Timo Glock Toyota 1'39.787           | Timo Glock Toyota 1'39.787             | Nick Heidfeld BMW 1'36.626                | Timo Glock Toyota 1'35.737                |
| _______10_______ Nick Heidfeld BMW 1'39.906                |                                                      | Nick Heidfeld BMW 1'39.906             | Felipe Massa Ferrari 1'36.676             | Jarno Trulli Toyota 1'35.906              |
|                                                            | _______11_______ Robert Kubica BMW 1'36.697          |                                        | Robert Kubica BMW 1'36.697                | Kimi Räikkönen Ferrari 1'35.965           |
| _______12_______ Giancarlo Fisichella Force India 1'36.698 |                                                      |                                        | Giancarlo Fisichella Force India 1'36.698 | Mark Webber Red Bull 1'36.001             |
|                                                            | _______13_______ David Coulthard Red Bull 1'37.284   |                                        | David Coulthard Red Bull 1'37.284         | Giancarlo Fisichella Force India 1'36.280 |
| _______14_______ Kimi Räikkönen Ferrari 1'37.522           |                                                      |                                        | Kimi Räikkönen Ferrari 1'37.522           | Fernando Alonso Renault 1'36.297          |
|                                                            | _______15_______ Lewis Hamilton McLaren 1'39.265     |                                        | Lewis Hamilton McLaren 1'39.265           | David Coulthard Red Bull 1'36.485         |
| _______16_______ Rubens Barrichello Honda 1'36.510         |                                                      |                                        |                                           | Rubens Barrichello Honda 1'36.510         |
|                                                            | _______17_______ Nelson Piquet Jr. Renault 1'36.630  |                                        |                                           | Nelson Piquet Jr. Renault 1'36.630        |
| _______18_______ Kazuki Nakadžima Williams 1'36.653        |                                                      |                                        |                                           | Kazuki Nakadžima Williams 1'36.653        |
|                                                            | _______19_______ Jenson Button Honda 1'37.006        |                                        |                                           | Jenson Button Honda 1'37.006              |
| _______20_______ Adrian Sutil Force India 1'37.417         |                                                      |                                        |                                           | Adrian Sutil Force India 1'37.417         |

## Tréninky
| *  | I. Trénink                                | *  | II. Trénink                               | *  | III. Trénink                              |
| -- | ----------------------------------------- | -- | ----------------------------------------- | -- | ----------------------------------------- |
| 1  | Adrian Sutil Force India 1:32.842         | 1  | Kimi Räikkönen Ferrari 1:23.861           | 1  | Timo Glock Toyota 1:35.464                |
| 2  | Rubens Barrichello Honda 1:33.428         | 2  | Robert Kubica BMW 1:23.931                | 2  | Sebastian Vettel Toro Rosso 1:36.129      |
| 3  | Giancarlo Fisichella Force India 1:33.695 | 3  | Nick Heidfeld BMW 1:23.947                | 3  | Nico Rosberg Williams 1:36.347            |
| 4  | Timo Glock Toyota 1:36.800                | 4  | Lewis Hamilton McLaren 1:23.983           | 4  | Jarno Trulli Toyota 1:36.686              |
| 5  | Nico Rosberg Williams 1:36.900            | 5  | Nico Rosberg Williams 1:24.110            | 5  | Kazuki Nakadžima Williams 1:36.706        |
| 6  | Fernando Alonso Renault 1:36.965          | 6  | Felipe Massa Ferrari 1:24.247             | 6  | Nick Heidfeld BMW 1:36.972                |
| 7  | Sébastien Bourdais Toro Rosso 1:37.142    | 7  | Heikki Kovalainen Mclaren 1:24.365        | 7  | David Coulthard Red Bull 1:37.015         |
| 8  | Jarno Trulli Toyota 1:37.214              | 8  | Mark Webber Red Bull 1:24.521             | 8  | Felipe Massa Ferrari 1:37.263             |
| 9  | Kimi Räikkönen Ferrari 1:37.392           | 9  | Adrian Sutil Force India 1:24.669         | 9  | Fernando Alonso Renault 1:37.270          |
| 10 | Sebastian Vettel Toro Rosso 1:37.754      | 10 | Sebastian Vettel Toro Rosso 1:24.773      | 10 | Giancarlo Fisichella Force India 1:37.285 |
| 11 | Nelson Piquet Jr. Renault 1:38.057        | 11 | David Coulthard Red Bull 1:25.100         | 11 | Adrian Sutil Force India 1:37.504         |
| 12 | David Coulthard Red Bull 1:38.303         | 12 | Sébastien Bourdais Toro Rosso 1:25.192    | 12 | Robert Kubica BMW 1:37.671                |
| 13 | Jenson Button Honda 1:39.062              | 13 | Giancarlo Fisichella Force India 1:25.204 | 13 | Mark Webber Red Bull 1:37.778             |
| 14 | Felipe Massa Ferrari 1:40.233             | 14 | Rubens Barrichello Honda 1:25.296         | 14 | Nelson Piquet Jr. Renault 1:37.833        |
| 15 | Nick Heidfeld BMW - -- ---                | 15 | Jenson Button Honda 1:25.309              | 15 | Jenson Button Honda 1:37.882              |
| 16 | Kazuki Nakadžima Williams - -- ---        | 16 | Kazuki Nakadžima Williams 1:25.330        | 16 | Rubens Barrichello Honda 1:38.689         |
| 17 | Robert Kubica BMW - -- ---                | 17 | Timo Glock Toyota 1:25.397                | 17 | Sébastien Bourdais Toro Rosso 1:39.319    |
| 18 | Heikki Kovalainen Mclaren - -- ---        | 18 | Fernando Alonso Renault 1:25.481          | 18 | Kimi Räikkönen Ferrari 1:41.164           |
| 19 | Mark Webber Red Bull - -- ---             | 19 | Jarno Trulli Toyota 1:25.753              | 19 | Heikki Kovalainen Mclaren 1:42.683        |
| 20 | Lewis Hamilton McLaren - -- ---           | 20 | Nelson Piquet Jr. Renault 1:26.195        | 20 | Lewis Hamilton McLaren 1:46.325           |

## Zajímavosti
- 1. pole positions pro Sebastiana Vettela a Toro Rosso. Vettel se stal nejmladším pilotem v historii, který dokázal získat pole positions (21 let, 2 měsíce a 11 dní). Překonal tak výkon Fernanda Alonsa z Grand Prix Malajsie 2003 (21 let, 7 měsíců a 22 dní).
- Poprvé v historii triumfoval v kvalifikaci agregát Ferrari v jiném než továrním šasi
- 1. vítězství pro Sebastiana Vettela (taktéž jako nejmladší jezdec) a Toro Rosso

| Pole position    | Vítězství        | Nej. kolo      |
| Německo          | Německo          | Finsko         |
| Sebastian Vettel | Sebastian Vettel | Kimi Räikkönen |
| Toro Rosso STR3  | Toro Rosso STR3  | Ferrari F2008  |
| 1'37.555         | 1:26'47.494      | 1'28.047       |
| 213.775 km/h     | 212.466 km/h     | 236.860 km/h   |
| ---------------- | ---------------- | -------------- |